# Kim Newcombe
Kim Newcombe (Nelson, 2 januari 1944 - Northampton, 14 augustus 1973) was een motorcoureur uit Nieuw-Zeeland. 
Hoewel hij in Nelson geboren was, groeide Kim Newcombe op in Auckland, tot hij naar Australië verhuisde. Aanvankelijk woonde hij daar in Brisbane, vanaf 1963 in Melbourne. 
In Nieuw-Zeeland had Newcombe al deelgenomen aan motorcross- en grasbaanraces en in Australië reed hij shorttrackwedstrijden. In 1968 vertrok hij naar Europa.
In 1969 kwam hij in contact met Dieter König, die de König racemotoren voor speedboten maakte. Newcombe ging voor König werken en samen met coureur John Dodds ontwikkelde hij een motorfiets met een 500 cc tweetakt-boxermotor met roterende inlaten die kon worden ingezet in de 500 cc wegraceklasse. De motor werd ook gebruikt in de zijspanklasse. Bovendien werd een 680 cc-versie gemaakt voor de 750 cc zijspanklasse en de 750 cc Prijs van de FIM. Newcombe was zelf verantwoordelijk voor het frame, dat zeer stabiel en laag gebouwd was en waardoor de motorfiets erg handelbaar was.
In 1970 startte Dodds sporadisch al met de König racer, maar in het wereldkampioenschap wegrace gaf hij meestal de voorkeur aan zijn Linto. In 1971 werd bijna het hele seizoen door Dodds en Newcombe gebruikt om de racers verder te ontwikkelen. Dodds concentreerde zich op de 250 cc klasse met een Yamaha en gebruikte de König alleen in de GP van Duitsland, waar hij tiende werd. 
Kim Newcombe kreeg pas in 1972 een internationaal startbewijs. In dat jaar reed Dodds alleen in de 250- en de 350cc-klasse met Yamaha's, maar Newcombe gebruikte de König nu zelf in de 500 cc klasse. De MV Agusta's van Giacomo Agostini en Alberto Pagani waren in die tijd nog onverslaanbaar, en bovendien waren ook de licht opgeboorde 354 cc Yamaha's erg snel en wendbaar. Toch werd Newcombe al in de openingsrace in Duitsland derde. In Frankrijk werd hij tiende en in Assen twaalfde, maar in de GP van de DDR werd hij opnieuw derde, nadat hij vier ronden lang aan de leiding gereden had. Na een vijfde plaats in Zweden eindigde hij als tiende in het wereldkampioenschap. Er waren intussen meer geïnteresseerden voor de König motor: Paul Eickelberg en Ernst Hiller gebruikten een König in de 500 cc klasse en in de zijspanklasse reden de gebroeders Gerry en Nick Boret en Rolf Steinhausen/Werner Kapp ermee. De gebroeders Boret werden er zelfs derde mee in de Sidecar TT op het eiland Man.
In 1973 verschenen Jarno Saarinen en Hideo Kanaya aan de start met de nieuwe viercilinder Yamaha TZ 500. Die machine bleek te sterk voor de concurrentie, en bovendien kende het team van MV Agusta veel technische problemen. In de Grand Prix van Frankrijk werd Newcombe vijfde, maar in Oostenrijk vielen beide MV Agusta's van Agostini en Phil Read uit en Kim Newcombe werd derde, weliswaar met een ronde achterstand op Saarinen en Kanaya. In Duitsland viel hij uit. Toen gebeurde het zware ongeluk in de 250 cc race van Monza, waarbij Saarinen en Renzo Pasolini het leven verloren. Dat had grote gevolgen. Niet alleen trok Yamaha haar 500 cc-racers terug uit het wereldkampioenschap, men ging nu eindelijk meer aandacht besteden aan de veiligheid van de circuits. Terwijl tot dat moment de bezwaren van de coureurs door organisatoren vaak gewoon weggewuifd werden, werd nu op veel circuits alleen gestart als de coureurs hun fiat hadden gegeven. Dat de Isle of Man TT geboycot werd was al in 1972 besloten, maar bij de volgende Grand Prix in Joegoslavië werd het circuit gekeurd door Giacomo Agostini, John Dodds, Chas Mortimer en Kim Newcombe. Zij keurden de baan goed, maar toch verbood Arturo Magni, de teamchef van MV Agusta, zijn rijders te starten. Zonder de MV's en de 500 cc Yamaha's trainde én startte Kim Newcombe als snelste. Hij reed zelfs een eenzame race, want niemand kon hem volgen en hij won zijn eerste Grand Prix. Hij nam hiermee de leiding in het wereldkampioenschap. In Assen werd hij achter Phil Read tweede, genoeg om leider in het WK te blijven. In de GP van België kreeg Newcombe technische problemen, maar hij wist toch nog als vierde te finishen. Ook in Tsjecho-Slowakije reed hij een goede race, maar in de laatste ronde viel hij terwijl hij op de derde plaats lag. In Zweden werd hij derde achter de beide MV Agusta's en in Finland werd hij vierde. Phil Read had nu zijn wereldtitel veiliggesteld, maar Kim Newcombe stond comfortabel op de tweede plaats. Tot aan de GP van Spanje zaten zeven weken, en Kim Newcombe vulde die periode om aan zo veel mogelijk internationale races deel te nemen en in Berlijn bij de König-fabriek aan de motoren te werken.

## Overlijden
Tijdens de training van de John Player International race op Silverstone liep Kim Newcombe zijn rondje over het circuit. Daarbij vroeg hij aan de baancommissarissen om bij Stowe Corner meer strobalen te plaatsen. Dit verzoek werd afgewezen. Tijdens de 750 cc Prijs van de FIM-race gleed Kim Newcombe met de 680 cc König juist in deze bocht van de baan en hij botste tegen een betonnen muur. Hij liep ernstige hoofdverwondingen op en overleed enkele dagen later in het ziekenhuis van Northampton. Hij werd postuum tweede in het wereldkampioenschap 500 cc.
Hij liet zijn echtgenote Janeen en zijn zoon Mark, die op dat moment vier jaar oud was, achter. Zijn verhaal vormde de basis voor de prijswinnende documentaire Love, Speed and Loss van Justin Pemberton uit 2006. 

## Wereldkampioenschap wegrace resultaten
(Races in vet zijn pole-positions; races in cursief geven de snelste ronde aan)
| Jaar | Klasse | Merk  | 1     | 2      | 3       | 4     | 5     | 6     | 7      | 8       | 9     | 10      | 11    | 12      | 13    | Punten | Plaats | Overwinningen |
| ---- | ------ | ----- | ----- | ------ | ------- | ----- | ----- | ----- | ------ | ------- | ----- | ------- | ----- | ------- | ----- | ------ | ------ | ------------- |
| 1972 | 500 cc | König | DUI 3 | FRA 10 | OOS -   | NAT - | IOM - | JOE - | NED 12 | BEL DNF | DDR 3 | TSJ DNF | ZWE 5 | FIN DNF | SPA - | 27     | 10e    | 0             |
| 1973 | 500 cc | König | FRA 5 | OOS 3  | DUI DNF | IOM - | JOE 1 | NED 2 | BEL 4  | TSJ DNF | ZWE 3 | FIN 4   | SPA - |         |       | 63     | 2e     | 1             |